# بروزنو
بروزنو (به لهستانی:  Brudzyno) یک روستا در لهستان است که در گمینا ستاروژربه واقع شده‌است.